# Бивер (Ајова)
Бивер (енгл. Beaver) град је у америчкој савезној држави Ајова. По попису становништва из 2010. у њему је живело 48 становника.

## Демографија
Према попису становништва из 2010. у граду је живело 48 становника, што је -5 (-9.4%) становника више него 2000. године.
| Група             | 2000.      | 2010.       |
| Белци             | 49 (92,5%) | 48 (100.0%) |
| Афроамериканци    | 0 (0,0%)   | 0 (0,0%)    |
| Азијати           | 1 (1,9%)   | 0 (0,0%)    |
| Хиспаноамериканци | 1 (1,9%)   | 0 (0,0%)    |
| Укупно            | 53         | 48          |